# IFBB
International Federation of BodyBuilding & Fitness (IFBB) (Міжнародна федерація бодібілдингу та фітнесу) — міжнародна спортивна організація, яка щороку проводить більш ніж 1000 регіональних, континентальних та міжнародних чемпіонатів з чоловічого та жіночого бодібілдінгу, фітнесу, класичного культуризму, бікіні та менс фізік. Найвідомішими з них є Містер Олімпія, Арнольд Класік та Прага Про. «Міжнародна федерація бодібілдингу», від свого заснування і дотепер є головним популяризатором бодібілдінгу та саме під її безпосереднім впливом культуризм був сформований таким, яким він є зараз.
 
IFBB включає в себе 184 національні федерації в тому числі Федерацію бодібілдінгу та фітнесу України (ФББУ).

## Історія

### Перші кроки
У жовтні1946 року в місті Монреаль, провінція Квебек, Канада братами Беном та Джо Вейдерами була заснована «Міжнародна федерація бодібілдінгу». Приводом до цього став скандал на конкурсі «Містер Канада» — першому конкурсі з бодібілдінгу, організованого братами Вейдерами. Через конфлікт з «Аматорським атлетичним союзом» змагання були зірвані і брати Вейдери вирішили заснувати власну федерацію. Президентом став молодший брат Бен Вейдер, натомість Джо взяв на себе всю організаційну роботу. У 1947 у Нью-Йорку проведені перші міжнародні змагання з бодібілдингу між США та Канадою, в цьому ж році Бен Вейдер вперше здійснив подорож за кордон для встановлення зв’язків із національними федераціями.
Метою діяльності федерації була популяризація та олімпійське визнання культуризму.

### Містер Олімпія
З метою поширення бодібілдінгу, Джо Вейдер створив конкурс Містер Олімпія. На той час вже існували такі конкурси як «Mr. America» та «Mr. Universe» і «Містер Олімпія» мав стати наступним титулом для атлетів які на той час досягли максимуму. Перший конкурс був проведений 18 вересня 1965 року в Нью-Йорку, США, перемогу здобув Ларрі Скотт. Сьогодні Містер Олімпія вважається найпрестижнішим конкурсом з бодібілдінгу у світі.

### Подальший розвиток
У 1969 році до складу IFBB входило вже 60 членів – національних федерацій, мінімум, якого вимагав МОК для подання петиції щодо визнання бодібілдінгу олімпійським видом спорту. У 1970 було ратифіковано перший статут IFBB у Белграді, Югославія. Перше звернення до МОКу було підписано у 1974 році. Одним з головних популяризаторів бодібілдінгу того часу був Арнольд Шварценеггер, який після завершення кар'єри спорстмена займав посаду голови професійного комітету IFBB. З кожним роком до міжнародної федерації приєднувалися нові національні федерації і вже у 1985 році кількість членів становила 125, бодібілдінг визнали 40 національних олімпійських комітетів. Тим не менш, МОК продовжував одну за одною відхиляти петиції щодо визнання. Бен Вейдер та його помічник Рафаель Сантоха і надалі подорожували по світу та залучали нових членів і у 1993 році їх кількість зросла до 150. Бодібілдінг визнали 90 національних Олімпійських комітетів. У зв'язку з похилим віком Бен Вейдер більше не міг займати пост президента федерації і Рафаель Сантоха був обраний новим президентом на міжнародному конгресі у 2006 році та переобраний у 2010.

## Змагання
Під егідою IFBB проводяться такі змагання:
- Joe Weider's Olympia Weekend (Містер Олімпія)
- Arnold Classic
- EVL's Prague Pro
- New York Pro
- Asian Pro
- Nordic Pro
- World Classic Bodybuilding

та інші континентальні, регіональні та локальні чемпіонати.

## Цікаві факти
Перший візит Бена Вейдера в Україну відбувся у 1954 році, на запрошення Якова Куценка, українського штангіста.